# Temple of the Dog (album)
Temple of the Dog – debiutancki i jedyny album zespołu Temple of the Dog, Nagrany w listopadzie i grudniu 1990 roku z inicjatywy Chrisa Cornella z udziałem muzyków rodzącego się wówczas Pearl Jam. Dedykowany tragicznie zmarłemu Andrew Woodowi. Wydany 16 kwietnia 1991 roku nakładem wytwórni A&M Records. 
Początkowo sprzedał się w nakładzie 70 000 egzemplarzy. Większy sukces osiągnął po wznowieniu w 1992 roku, na fali powodzenia zespołów Soundgarden i Pearl Jam. 27 czerwca zadebiutował na liście Billboard 200 dochodząc 5 września do szczytowego, 5. miejsca; 21 września zdobył certyfikat platynowej płyty w Stanach Zjednoczonych, a 8 października – taki sam certyfikat w Kanadzie.
W 2016 roku zremasterowany i wznowiony w formie deluxe edition. 

## Album

### Historia
19 marca 1990 roku Andrew Wood, muzyk Mother Love Bone zmarł w wieku 24 lat w wyniku przedawkowania heroiny. Pod wpływem tego wydarzenia Chris Cornell napisał dwie piosenki o swoim byłym współlokatorze: „Say Hello 2 Heaven” i „Reach Down”. W pierwszej zawarł bezpośredni dialog z Andym. W wywiadzie dla radia KISW-FM stwierdził, że był wówczas w dołku psychicznym i nie był w stanie z nikim rozmawiać, więc napisanie tych piosenek było jedyną rzeczą, która przychodziła mu do głowy. Nie były one stylistycznie podobne do tego, co jego zespół Soundgarden zwykł grać, ale były materiałem muzycznym, który Wood – jego zdaniem – rzeczywiście by polubił. Obie piosenki Cornell przedstawił Jeffowi Amentowi i Stone’owi Gossardowi (którzy byli w trakcie tworzenia zespołu Mookie Blaylock, a który ostatecznie przyjął nazwę Pearl Jam), po czym powstał pomysł powołania zespołu, w skład którego weszli jeszcze: perkusista Matt Cameron (kolega Cornella z Soundgarden) oraz gitarzysta Mike McCready. Zespół przyjął nazwę Temple of the Dog. Została ona zaczerpnięta z tekstu piosenki Wooda „Man of Golden Words”. Pierwsze próby nowej formacji odbyły się w Galleria Potatohead Gallery w Seattle. Podstawą jej repertuaru stały się dwie piosenki zaproponowane przez Cornella. Wkrótce do muzyków dołączył Eddie Vedder. Jak stwierdził w wywiadzie dla KISW-FM Corner, Vedder pojawił się na jednej z prób i zaśpiewał piosenkę „Hunger Strike” w sposób, który różnił się od tego, w jaki zwykł śpiewać Cornell. Ten jednak doszedł do wniosku, że głos nowego wokalisty będzie dobrze pasował do tej piosenki i że „będzie to świetny duet”. Vedder pojawił się również w piosenkach „Pushin Forward Back”, „Your Savior” i „Four Walled World”, ale – jak wspominał Cornell – „jego zaangażowanie było czymś zupełnie przypadkowym. (…) Nikt z nas tego nie planował. Po prostu tam był, jest świetnym facetem i niesamowitym wokalistą. Pomyślałem, że to fajny projekt, więc dlaczego by go nie zaangażować?".
Zespół napisał ostatecznie 10 piosenek. Materiał był nagrywany pod okiem producenta Ricka Parashara w weekendy w London Bridge Studios, w Seattle w listopadzie i grudniu 1990 roku w ciągu 15 dni.

### Muzyka
Album składa się głównie z melodyjnych piosenek, wolniejszych w tempie i bardziej wyluzowanych niż hard rock, z którego znane są Soundgarden i Pearl Jam. Dominującym kompozytorem był Cornell, który napisał muzykę do siedmiu z dziesięciu utworów i teksty do wszystkich. Nie każda piosenka była bezpośrednio powiązana z Woodem; po nagraniu kilku elegijnych w nastroju utworów szybko powstał materiał dodatkowy. 

### Promocja i sprzedaż
Temple of the Dog został wydany 16 kwietnia 1991 roku i początkowo sprzedał się w nakładzie 70 000 egzemplarzy. Promujący go singel Hunger Strike" podbił listy przebojów wchodząc na listę Top 5 w rockowym radiu. Kolejny singiel, „Say Hello 2 Heaven”, również dotarł do pierwszej piątki rockowych stacji radiowych, jedynie trzeci singel, „Pushin Forward Back”, nie zdołał podążyć za sukcesem dwóch pierwszych.
Gdy połowie 1992 roku grunge osiągnął popularność, kierownictwo A&M Records zdało sobie sprawę, że może skorzystać na albumie stworzonym przez muzyków Soundgarden i Pearl Jam (mającymi już w swoim dorobku wydane albumy Badmotorfinger i Ten), więc postanowiło wznowić Temple of the Dog promując ją singlem „Hunger Strike” wraz z nakręconym do niego w Discovery Park w Seattle teledyskiem w reżyserii Paula Rachmana. Album po swoim drugim wydaniu osiągnął miejsce nr 5. na liście Billboard 200 oraz zyskał certyfikat platynowej płyty.

### Lista utworów (CD)
Lista według AllMusic:
| Nr  | Tytuł utworu           | Autorzy                                    | Długość |
| --- | ---------------------- | ------------------------------------------ | ------- |
| 1.  | „Say Hello 2 Heaven”   | Chris Cornell                              | 6:22    |
| 2.  | „Reach Down”           | Chris Cornell                              | 11:11   |
| 3.  | „Hunger Strike”        | Chris Cornell                              | 4:03    |
| 4.  | „Pushin' Forward Back” | Jeff Ament / Chris Cornell / Stone Gossard | 3:44    |
| 5.  | „Call Me A Dog”        | Chris Cornell                              | 5:02    |
| 6.  | „Times Of Trouble”     | Chris Cornell / Stone Gossard              | 5:41    |
| 7.  | „Wooden Jesus”         | Chris Cornell                              | 4:09    |
| 8.  | „Your Saviour”         | Chris Cornell                              | 4:02    |
| 9.  | „Four Walled World”    | Chris Cornell / Stone Gossard              | 6:53    |
| 10. | „All Night Thing”      | Chris Cornell                              | 3:52    |
|     |                        |                                            | 54:59   |

### Muzycy
Informacje według Discogs:
- Chris Cornell – śpiew, harmonijka, banjo
- Mike McCready – gitara prowadząca
- Stone Gossard – gitara rytmiczna, slide guitar, gitara akustyczna
- Jeff Ament – gitara basowa
- Matt Cameron – perkusja, instrumenty perkusyjne
- Eddie Vedder – dodatkowy główny wokal w utworze 3, wokal wspierający w utworach: 4, 8, 9
- Rick Parashar – fortepian w utworach: 5, 6, 10, organy w utworze 10

### Personel techniczny
- aranżacja – Temple of the Dog
- kierownictwo artystyczne, design – Jeff Ament, Rich Frankel
- produkcja – Rick Parashar, Temple Of The Dog
- mastering – Ken Perry, Rick Parashar
- inżynier dźwięku (dodatkowy) – Don Gilmore
- zdjęcia – Jeff Ament, Josh Taft, Lance Mercer

### Reedycja (2016, deluxe edition)
W 2016 roku z okazji 25 rocznicy wydania albumu muzycy, którzy nagrali go przed laty spotkali się ponownie. Odbyli siedmiodniową trasę koncertową po głównych ośrodkach muzycznych Stanów Zjednoczonych. Rocznica stała się w pewnym sensie okazją do refleksji na temat historii rocka w minionym ćwierćwieczu. Ukazało się kilkanaście zremasterowanych wersji albumu, między innymi z dodatkowymi utworami i odrzutami, z dołączonymi płytami DVD i Blu-ray oraz w formacie digital download (25 plików MP3.

#### Lista utworów
| 1.  | Say Hello 2 Heaven    | 6:24    |
|     |                       |         |
| 2.  | Reach Down            | 11:14   |
|     |                       |         |
| 3.  | Hunger Strike         | 4:06    |
|     |                       |         |
| 4.  | Pushin' Forward Back  | 3:45    |
|     |                       |         |
| 5.  | Call Me A Dog         | 5:04    |
|     |                       |         |
| 6.  | Times Of Trouble      | 5:43    |
|     |                       |         |
| 7.  | Wooden Jesus          | 4:10    |
|     |                       |         |
| 8.  | Your Saviour          | 4:04    |
|     |                       |         |
| 9.  | Four Walled World     | 6:54    |
|     |                       |         |
| 10. | All Night Thing       | 3:52    |
|     | Bonus alternate mixes |         |
| 11. | Say Hello 2 Heaven    | 6:24    |
|     |                       |         |
| 12. | Wooden Jesus          | 4:49    |
|     |                       |         |
| 13. | All Night Thing       | 3:52    |
|     |                       |         |
|     |                       | 1:10:21 |
|     |                       |         |

| 1.  | Say Hello 2 Heaven              | 7:05    |
|     |                                 |         |
| 2.  | Reach Down                      | 9:16    |
|     |                                 |         |
| 3.  | Call Me A Dog                   | 5:51    |
|     |                                 |         |
| 4.  | Times of Trouble                | 5:39    |
|     |                                 |         |
| 5.  | Angel of Fire                   | 6:58    |
|     |                                 |         |
| 6.  | Black Cat                       | 5:12    |
|     |                                 |         |
| 7.  | Times of Trouble (Instrumental) | 4:13    |
|     |                                 |         |
| 8.  | Say Hello 2 Heaven              | 6:23    |
|     |                                 |         |
| 9.  | Reach Down                      | 9:50    |
|     |                                 |         |
| 10. | Pushin Forward Back             | 3:30    |
|     |                                 |         |
| 11. | Wooden Jesus                    | 4:46    |
|     |                                 |         |
| 12. | All Night Thing                 | 3:43    |
|     |                                 |         |
|     |                                 | 1:12:26 |
|     |                                 |         |

| Live At The Off Ramp Cafe 1. Hunger Strike 2. Wooden Jesus 3. Say Hello 2 Heaven 4. Reach Down 5. Call Me A Dog 6. Times Of Trouble Bonus Videos Live At The Moore Theatre 7. Say Hello To Heaven Live In Phoenix 8. Hunger Strike Music Video 9. Hunger Strike Live At Alpine Valley 10. Say Hello 2 Heaven 11. Hunger Strike 12. Call Me A Dog 13. All Night Thing 14. Reach Down Live At Benaroya Hall 15. Call Me A Dog 16. Reach Down | 1. Say Hello 2 Heaven 2. Reach Down 3. Hunger Strike 4. Pushin Forward Back 5. Call Me A Dog 6. Times Of Trouble 7. Wooden Jesus 8. Your Savior 9. Four Walled World 10. All Night Thing Bonus Videos Live At The Moore Theatre 11. Say Hello To Heaven Live At Alpine Valley 12.Say Hello 2 Heaven 13. Hunger Strike 14. Call Me A Dog 15. All Night Thing 16. Reach Down Live At Benaroya Hall 17. Call Me A Dog 18. Reach Down |

## Odbiór

### Opinie krytyków
| Oceny łączne         | Oceny łączne |
| Publikacja           | Ocena        |
| -------------------- | ------------ |
| Album of the Year    | 74/100       |
| Recenzje             |              |
| Publikacja           | Ocena        |
| AllMusic             | [ 6 ]        |
| Classic Rock         | [ b ] [ 12 ] |
| Entertainment Weekly | B+           |
| Kerrang!             | [ c ] [ 14 ] |
| laut.de              | [ 15 ]       |
| Los Angeles Times    | [ 16 ]       |
| Rolling Stone        | [ 17 ]       |
| Spin                 | [ 18 ]       |

Josef Gasteiger z magazynu laut.de dał wydawnictwu maksymalną notę. Wyróżnił 5 utworów: „Say Hello 2 Heaven”, „Hunger Strike”, „Woodden Jesus”, „Times Of Trouble” i „All Night Thing” nazywając je „klejnotami przepojonymi niemal niepokojącą autentycznością i potężną mocą”. W podsumowaniu stwierdził, że „dopóki jest ta muzyka, wszystko będzie dobrze”.
Wysoko ocenił album również Richard Cromelin z dziennika Los Angeles Times. Według niego otwierający płytę utwór „rozbrzmiewa ponadczasowym pięknem i szorstkością fuzji Jimiego Hendrixa z Lynyrd Skynyrd i nadaje albumowi bluesowo-rockowy, niebiańsko-metalowy ton”. Piosenki są – zdaniem recenzenta – „na zmianę słodkie, zabawne, ponure i mrożące krew w żyłach, a pomimo porywającej, ciągłej koncentracji, wszystko to wychodzi bez wysiłku”.
Mike Gitter z magazynu Kerrang! określił album jako „The dark side of retro. Smutny i piękny, który mieni się pod melancholią Seattle” i jest „intrygującym ogarnięciem zasad, niegdyś odrzuconych, które działają jak sen. Andrew [Wood] bez wątpienia by to pochwalił”.
Zdaniem Steve’a Hueya z AllMusic „płyta brzmi jak pomost między teatralnymi aktualizacjami rocka Mother Love Bone z lat 70. a hardrockową powagą Pearl Jam” (…). Siłą albumu są żałobne, elegijne ballady, ale dzięki spontanicznej energii twórczej zespołu i odpowiednio ciepłemu brzmieniu, przenika go zdecydowana, afirmująca życie aura”.
„Już za same "Hunger Strike" i "Reach Down" Temple of the Dog zasługuje na nieśmiertelność“ – przekonuje David Fricke z magazynu Rolling Stone i uzasadnia: „te piosenki są dowodem na to, że niepokój, który zdefiniował rock Seattle w latach 90. nie był tanim sentymentem, przynajmniej na początku. I nie można nie kochać ironii albumu, stworzonego w wielkim smutku, rozpoczynającego ostatni wielki popowy bunt XX wieku“.
David Browne z Entertainment Weekly uważa, że utwory albumu „brzmią relaksowo i zwiewnie, nie tracąc nic z chrzęstu i zapału najlepszego arena rocka”. A stało się tak dlatego, że muzycy zrezygnowali – jego zdaniem - z ciężkich utworów, granych w swoich macierzystych zespołach.
Zdaniem Essiego Bereliana z magazynu Classic Rock Temple Of The Dog to „przełomowe wydawnictwo, które jest teraz [2016] jeszcze bardziej niezbędne”.

### Listy tygodniowe

#### Album
| Kraj              | Lista         | Pozycja |
| ----------------- | ------------- | ------- |
| Stany Zjednoczone | Billboard 200 | 5       |

| Kraj      | Lista                   | Pozycja |
| --------- | ----------------------- | ------- |
| Finlandia | Suomen virallinen lista | 48      |

| Kraj       | Lista               | Pozycja |
| ---------- | ------------------- | ------- |
| Szwajcaria | Schweizer Hitparade | 77      |

| Kraj              | Lista                              | Pozycja |
| ----------------- | ---------------------------------- | ------- |
| Kanada            | Billboard Canadian Albums          | 88      |
| Nowa Zelandia     | Official New Zealand Music Chart   | 35      |
| Stany Zjednoczone | Top Alternative Albums (Billboard) | 11      |
| Stany Zjednoczone | Top Hard Rock Albums (Billboard)   | 7       |
| Stany Zjednoczone | Top Rock Albums (Billboard)        | 14      |
| Szkocja           | Scottish Albums Chart              | 58      |
| Włochy            | FIMI                               | 87      |

#### Single

##### „Hunger Strike”
| Kraj              | Lista                   | Pozycja |
| ----------------- | ----------------------- | ------- |
| Kanada            | RPM                     | 50      |
| Nowa Zelandia     | Recorded Music NZ       | 47      |
| Stany Zjednoczone | Mainstream Rock Airplay | 4       |
| Wielka Brytania   | Official Singles Chart  | 51      |

##### „Say Hello 2 Heaven”
| Kraj              | Lista                   | Pozycja |
| ----------------- | ----------------------- | ------- |
| Stany Zjednoczone | Mainstream Rock Airplay | 5       |
| Stany Zjednoczone | Alternative Airplay     | 7       |

### Certyfikaty sprzedaży
- Stany Zjednoczone (RIAA) – platynowa płyta (21 września 1992)[34]
- Kanada (Music Canada) – platynowa płyta (8 października 1992)[35]
- Wielka Brytania (BPI) – srebrna płyta (8 marca 2024)[36]

### Wyróżnienia
- 1998 – 58. miejsce na liście 100 Albums You Must Hear Before You Die magazynu Kerrang![37]
- 2004 – 474. miejsce na liście Die 500 besten Alben aller Zeiten magazynu Rolling Stone[38]
- 2005 – 12. miejsce na liście Die 100 wichtigsten Alben der 90er magazynu Visions[39]
- 2019 – 7. miejsce na liście 50 Greatest Grunge Albums magazynu Rolling Stone[40]
- 2021 – 9. miejsce na liście The 30 Best Grunge Albums of All Time magazynu Loudwire[5]